# Marco Roelofsen
Marco Roelofsen is een Nederlands voormalig betaald voetballer die bij voorkeur op het middenveld speelde.

## Biografie
Roelofsen maakte zijn debuut op 6 september 1987 voor FC Twente in de uitwedstrijd tegen Ajax. Zijn eerste doelpunt in het betaald voetbal maakte hij in zijn vierde wedstrijd, uit tegen Feyenoord. Hij speelde vervolgens voor PEC Zwolle, sc Heerenveen en FC Zwolle.
In de zomer van 2004 werd Roelofsen opgenomen in de technische staf van de Zwolse club, waar hij trainer van de B1 werd. Aan het einde van het seizoen 2008-2009 was hij interim-coach van de ploeg, als vervanger van Jan Everse, die op tijdelijk non-actief was gezet. In de zomer van 2010 stapte hij over naar PSV, waar hij coach werd van Jong PSV. Hij volgde daarmee Anton Janssen op, die naar N.E.C. vertrok. Op 3 juli 2013 werd bekend dat Marco Roelofsen de nieuwe trainer van de beloften van sc Heerenveen wordt. Roelofsen, die van '91 tot '96 voor sc Heerenveen speelde, volgt daarmee de naar Heracles Almelo vertrokken Jan de Jonge op. De voormalige middenvelder tekende een contract voor één jaar bij sc Heerenveen. In het seizoen 2014/'15 was Roelofsen tot februari 2015 trainer van Vitesse O19 van de Vitesse Voetbal Academie. Vanaf november 2015 tot eind oktober 2017 was Roelofsen trainer van Sparta Nijkerk. Vanaf het seizoen 2018-2019 is Roelofsen trainer van Go Ahead Kampen.

## Carrière
| Seizoen        | Club            | Land      | Competitie     | Wed. | Goals |
| -------------- | --------------- | --------- | -------------- | ---- | ----- |
| 1987/88        | FC Twente       | Nederland | Eredivisie     | 21   | 4     |
| 1988/89        | FC Twente       | Nederland | Eredivisie     | 27   | 3     |
| 1989/90        | N.E.C.          | Nederland | Eredivisie     | 21   | 2     |
| 1989/90        | FC Twente       | Nederland | Eredivisie     | 5    | 0     |
| 1990/91        | FC Twente       | Nederland | Eredivisie     | 10   | 0     |
| 1990/91        | FC Zwolle       | Nederland | Eerste divisie | 15   | 9     |
| 1991/92        | sc Heerenveen   | Nederland | Eerste divisie | 37   | 16    |
| 1992/93        | sc Heerenveen   | Nederland | Eerste divisie | 32   | 10    |
| 1993/94        | sc Heerenveen   | Nederland | Eredivisie     | 30   | 1     |
| 1994/95        | sc Heerenveen   | Nederland | Eredivisie     | 29   | 2     |
| 1995/96        | sc Heerenveen   | Nederland | Eredivisie     | 34   | 0     |
| 1996/97        | SC Heerenveen   | Nederland | Eredivisie     | 17   | 0     |
| 1996/97        | FC Zwolle       | Nederland | Eerste divisie | 13   | 0     |
| 1997/98        | FC Zwolle       | Nederland | Eerste divisie | 32   | 3     |
| 1998/99        | FC Zwolle       | Nederland | Eerste divisie | 30   | 5     |
| 1999/00        | FC Zwolle       | Nederland | Eerste divisie | 33   | 6     |
| 2000/01        | FC Zwolle       | Nederland | Eerste divisie | 30   | 4     |
| 2001/02        | FC Zwolle       | Nederland | Eerste divisie | 32   | 6     |
| 2002/03        | FC Zwolle       | Nederland | Eredivisie     | 30   | 0     |
| 2003/04        | FC Zwolle       | Nederland | Eredivisie     | 30   | 0     |
| Totaal         | Totaal          | Totaal    | Totaal         | 508  | 71    |
| Bijgewerkt tot | 17 januari 2009 |           |                |      |       |

## Erelijst
| Nationaal               |    |         |
| Kampioen Eerste Divisie | 1x | 2001/02 |

## Trivia
- Roelofsen is de neef van de oud-voetballer en huidig voetbaltrainer Richard Roelofsen.